# Chất giải độc
Chất giải độc hay chất kháng độc là những chất đối kháng với chất độc.
Chất giải độc thực tế là chất độc được sản xuất bằng cách tiêm chất độc vào động vật ở liều nhỏ và sử dụng máu của chúng chiết xuất ra kháng thể. Những chất kháng nọc độc được dùng để đối chống nọc độc sản xuất bởi các loài có độc như: rắn, nhện, và một số loài khác. Một số nọc độc chưa có chất kháng nọc độc, vết cắn hoặc nọc độc từ một động vật có thể dẫn đến tử vong. đặc biệt của một số loài động vật Chân khớp (ví dụ: nhện, bọ cạp, ong,...) có khả năng gây chết người vì chúng gây kích ứng phản ứng dị ứng bao gồm: shock phản vệ. Trong trường hợp đó không có chất giải độc cho những chất độc này bởi vì chúng không độc mà chỉ gây shock phản vệ có thể điều trị bằng epinephrine.
Một số chất độc khác chưa tìm ra chất giải độc. Ví dụ, chất độc aconitine,là alkaloid có độc tính cao được chiết xuất từ cây thuộc họ ô đầu chưa có chất giải độc.

## Một số cơ chế giải độc
Nhiễm độc đường tiêu hóa thường được điều trị bằng các uống than hoạt tính, Mục đích hấp phụ chất độc và làm sạch đường tiêu hóa, do đó loại bỏ phần lớn chất độc. 
Chất độc được tiêm vào cơ thể (chẳng hạn như những từ vết cắn hoặc đốt từ động vật có nọc độc) thường được điều trị bằng cách làm thắt chặt hạn chế lưu thông của bạch huyết và máu đến khu vực này, do đó làm chậm phát tán chất độc quanh cơ thể. Điều này không để gây nhầm lẫn với việc cắt giảm lưu lượng máu hoàn toàn - thường dẫn đến hoại tử các chi.

## Danh sách chất giải độc
| Chất kháng độc                                                                                           | Chỉ định                                                                               |
| --- | -------------------------------------------------------------------------------------- |
| Than hoạt tính với sorbital                                                                              | Chất độc đường tiêu hóa                                                                |
| Adenosine                                                                                                | Chất giải độc Theophylline cho nhiễm độc adenosine                                     |
| Atropine                                                                                                 | Thuốc trừ sâu nhóm organophosphate và carbamate, chất độc thàn kinh, nấm               |
| Beta blocker                                                                                             | theophylline                                                                           |
| Calci chloride                                                                                           | calci channel blockers, vết cắn nhện quá phụ đen                                       |
| Calci gluconate                                                                                          | hydrofluoric acid                                                                      |
| Các chelator như EDTA, dimercaprol (BAL), penicillamine, và 2,3-dimercaptosuccinic acid (DMSA, succimer) | Nhiễm độc kim loại nặng                                                                |
| Chất giải độc Cyanide: (amyl nitrit, natri nitrit, hoặc thiosulfat)                                      | chất độc cyanide                                                                       |
| Cyproheptadine                                                                                           | hội chứng serotonin                                                                    |
| Deferoxamine mesylate                                                                                    | Nhiễm độc sắt                                                                          |
| Digoxin Immune Fab kháng thể (Digibind and Digifab)                                                      | Quá liều digoxin                                                                       |
| Diphenhydramine hydrochloride và benztropine mesylate                                                    | Hội chứng ngoại tháp liên quan đến antipsychotic                                       |
| Ethanol hoặc fomepizole                                                                                  | Nhiễm độc ethylene glycol, methanol                                                    |
| Flumazenil                                                                                               | Nhiễm độc benzodiazepine                                                               |
| Glucagon                                                                                                 | Nhiễm độc beta blocker và calci channel blocker                                        |
| 100% oxygen hoặc điều trị oxy cao áp (HBOT)                                                              | Nhiễm độc carbon monoxit và cyanide                                                    |
| Insulin với Glucagon                                                                                     | Quá liều beta blocker và calci channel blocker                                         |
| Leucovorin                                                                                               | methotrexate và trimethoprim                                                           |
| xanh methylene                                                                                           | methemoglobinemia                                                                      |
| Naloxone hydrochloride                                                                                   | Quá liều opioid                                                                        |
| N-acetylcysteine                                                                                         | Quá liều Paracetamol (acetaminophen)                                                   |
| Octreotide y                                                                                             | hạ đường huyết                                                                         |
| Pralidoxime chloride (2-PAM)                                                                             | Thuốc trừ sâu nhóm organophosphate, s.org ̉bombay đâu có đi buôn t khi sử dụng atropine |
| Protamine sulfat                                                                                         | Nhiễm độc Heparin                                                                      |
| Prussian blue                                                                                            | Thallium poisoning                                                                     |
| Physostigmine sulfate                                                                                    | Nhiễm độc anticholinergic                                                              |
| Pyridoxine                                                                                               | Nhiễm độc Isoniazid, ethylene glycol                                                   |
| Phytomenadione (vitamin K) and huyết thanh tươi làm lạnh                                                 | Nhiễm độc warfarin và indanedione                                                      |
| Natri bicacbonat                                                                                         | ASA, Thuốc chống trầm cảm ba vòng                                                      |